# Progonostola caustoscia
Progonostola caustoscia är en fjärilsart som beskrevs av Edward Meyrick 1899. Progonostola caustoscia ingår i släktet Progonostola och familjen mätare. Inga underarter finns listade i Catalogue of Life.